# Борщуково
Борщуково — деревня в Гагаринском районе Смоленской области России. Входит в состав Самуйловского сельского поселения. По состоянию на 2007 год постоянного населения не имеет. 
Расположена в северо-восточной части области в 23 км к северу от Гагарина, в 31 км севернее автодороги М1 «Беларусь», на берегу реки Олели. В 26 км южнее деревни расположена железнодорожная станция Гагарин на линии Москва — Минск. 

## История
В годы Великой Отечественной войны деревня была оккупирована гитлеровскими войсками в октябре 1941 года, освобождена в марте 1943 года.